# Methyltransferase

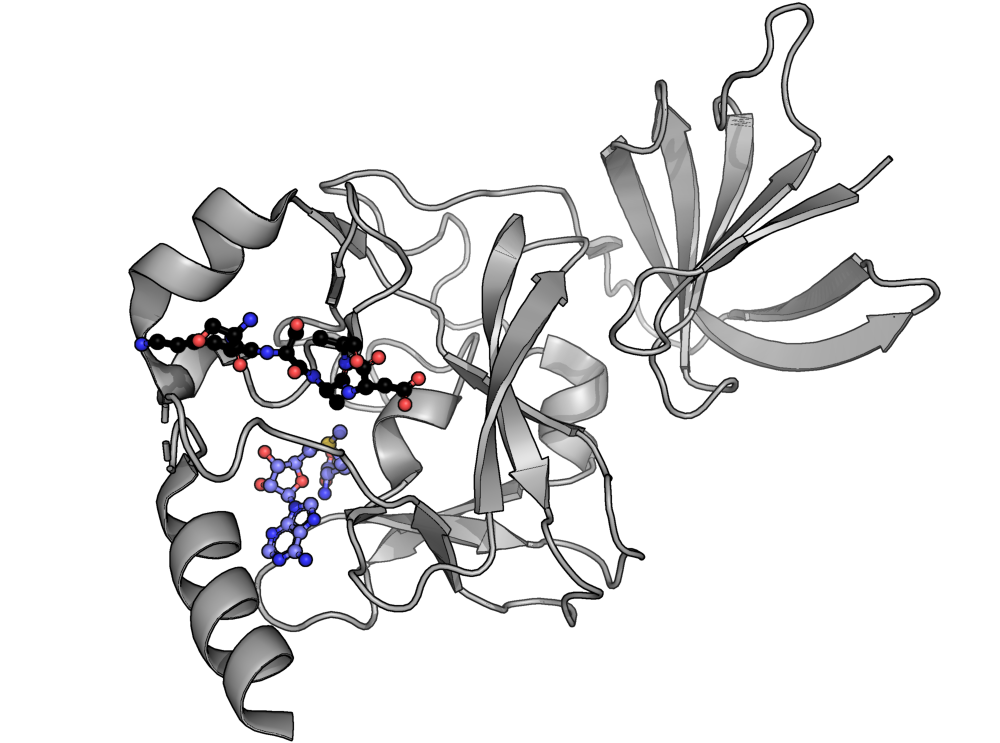
SET7 / 9 đại diện cho histone methyltransferase với vùng SAM (màu đỏ) và peptide được methyl hóa (màu cam)

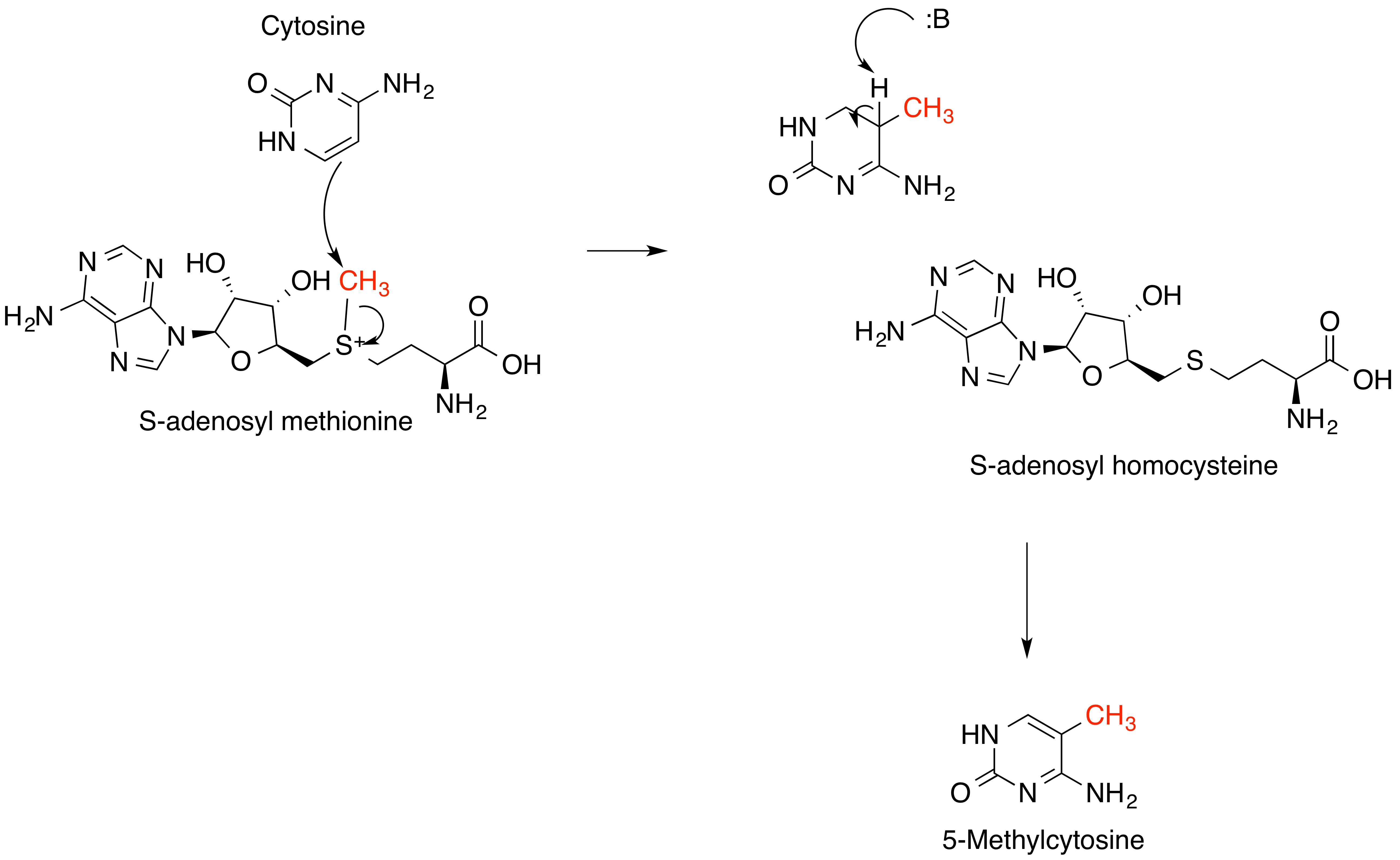
Phản ứng chuyển methyl giống như cơ chế thế nucleophile liên phân tử SN2. Cofactor SAM và base cytosine được hiển thị để đơn giản hóa sơ đồ.

Methyltransferase là một nhóm lớn các enzyme xúc tác cho cơ chất methylate. Loại methyltransferase phổ biến nhất là loại I, tất cả đều có nếp gấp Rossman liên kết S -Adenosyl methionine (SAM). Các methyltransferase loại II chứa một miền SET, được minh họa bằng miền SET histone methyltransferases và methyltransferase loại III liên quan đến màng sinh chất. Cơ chế chung để vận chuyển methyl là phản ứng nucleophil giống cơ chế SN2 trong đó lưu huỳnh trong methionine đóng vai trò là nucleophil chuyển nhóm methyl vào cơ chất enzyme. SAM được chuyển đổi thành <i id="mwHg">S</i> -Adenosyl homocysteine (SAH) trong quá trình này. Sự phá vỡ liên kết SAM-methyl và sự hình thành liên kết methyl-chất nền xảy ra gần như đồng thời. Những phản ứng enzyme này được tìm thấy trong nhiều con đường và có liên quan đến các bệnh di truyền, ung thư và các bệnh chuyển hóa.

## Chức năng

### Di truyền học
Sự methyl hóa cùng các sửa đổi biểu sinh khác đều ảnh hưởng đến phiên mã, sự ổn định gen và các tính trạng từ bố mẹ. Nó tác động trực tiếp đến cấu trúc nhiễm sắc thể và có thể điều chỉnh quá trình phiên mã gen, hoặc thậm chí gây đột biến câm hoặc kích hoạt gen mà không gây đột biến cho cấu trúc gen. Mặc dù các cơ chế của sự kiểm soát di truyền này rất phức tạp, nhưng quá trình giảm and tăng cường methyl hóa của DNA có liên quan đến nhiều bệnh.

## Ý nghĩa lâm sàng
Quá trình methyl hóa DNA bất thường có liên quan đến các rối loạn di truyền như hội chứng ICF, hội chứng Rett và hội chứng Fragile X.   Ức chế hoạt động methyltransferase DNA tổng thể đã được đề xuất như là một lựa chọn điều trị, nhưng các chất ức chế DNMT, chất tương tự chất nền cytosine, có độc tính cao do sự tương đồng với cytosine; do giống nucleotide, chất ức chế tham gia vào quá trình dịch mã DNA, tổng hợp DNA vùng không hoạt động.
Methylase làm thay đổi vị trí gắn RNA ribosome của linezolid kháng sinh gây ra tình trạng kháng chéo với các kháng sinh khác tác động lên RNA ribosome. Các vectơ plasmid có khả năng truyền gen này là một nguyên nhân gây ra tình trạng kháng chéo nguy hiểm tiềm tàng.
Ví dụ về các enzyme methyltransferase liên quan đến bệnh tật:
- thiopurine methyltransferase: khiếm khuyết trong gen này gây ra sự tích tụ độc hại các hợp chất thiopurine, thuốc dùng trong hóa trị liệu và ức chế miễn dịch
- methionine synthase: thiếu máu ác tính, do thiếu vitamin B12, gây ra do thiếu cofactor cho enzyme methionine synthase